# École nationale des sciences appliquées de Marrakech
L'École Nationale des Sciences Appliquées de Marrakech (ENSA) est une école d'ingénieurs marocaine localisée à Marrakech. Elle a été créée en 2000 par le Ministère de l'Enseignement supérieur, de la Formation des cadres et de la Recherche scientifique et constitue une composante de l'université Cadi Ayyad.
Elle s'inscrit dans le cadre de la formation des ingénieurs spécialisés dans le domaine électrique, industriel, informatique et de télécommunication.